# دانه و آب (فیلم ۱۹۸۹)
دانه و آب یا خوراک و آب (به هندی: Daana Paani) فیلمی هندی محصول سال ۱۹۸۹ و به کارگردانی دون ورما است. در این فیلم بازیگرانی همچون آشوک کومار، میتون چاکرابورتی، پادمینی کولاپوری، نیروپا روی، آریونا ایرانی، آشا ساچدو و دون ورما ایفای نقش کرده‌اند.